# Meeuwen (België)
Meeuwen (Limburgs: Mieëve) is een dorp in de Belgische provincie Limburg en een deelgemeente van de gemeente Oudsbergen, het was een zelfstandige gemeente tot aan de gemeentelijke herindeling van 1977.

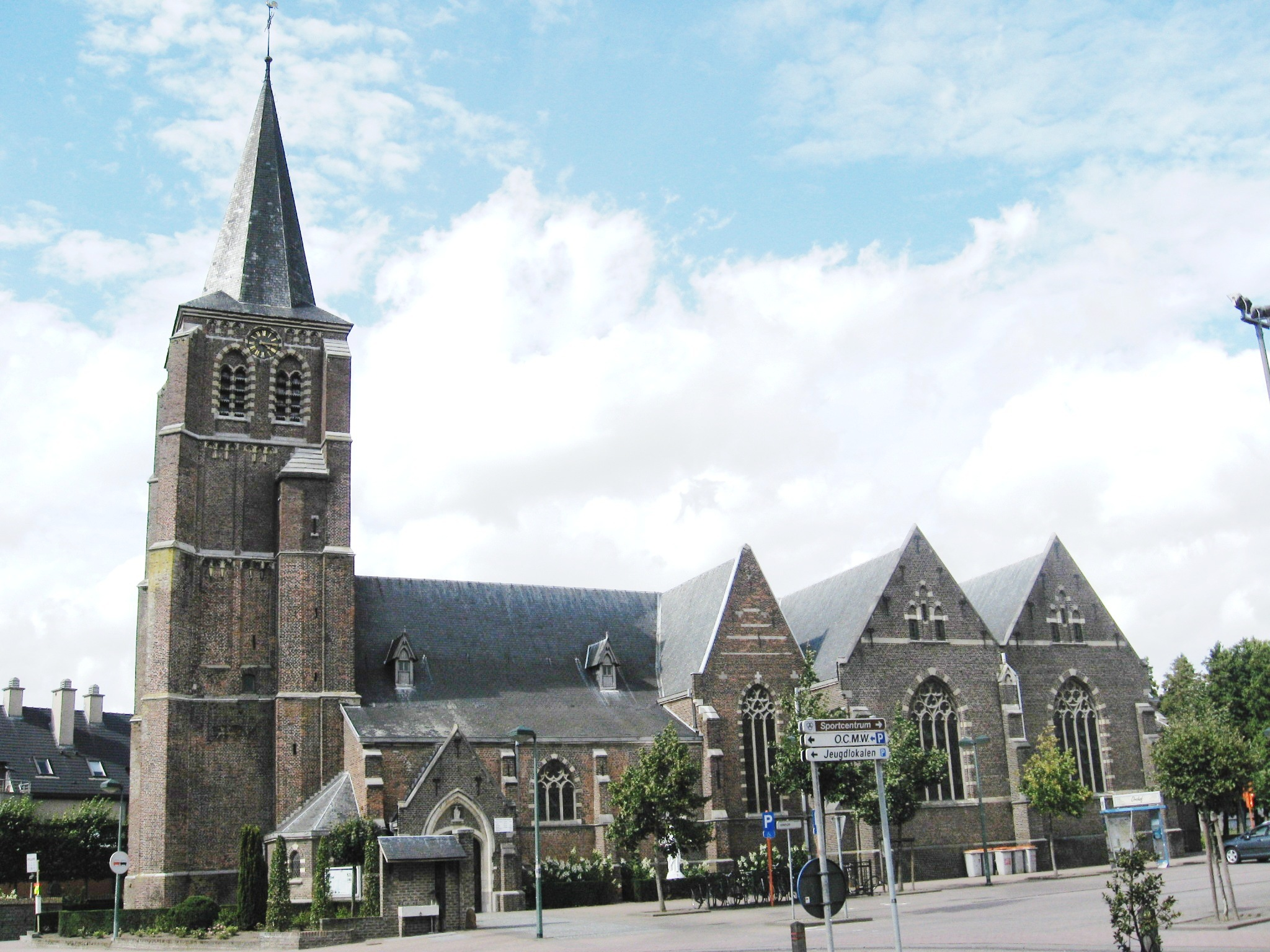
De Sint-Martinuskerk

## Etymologie
Meeuwen werd voor het eerst schriftelijk vermeld in 1146, als Mewa. Dit is mogelijk afgeleid van Mede of Made, dat weide betekent, vergelijk het Engelse: meadow.

## Geschiedenis

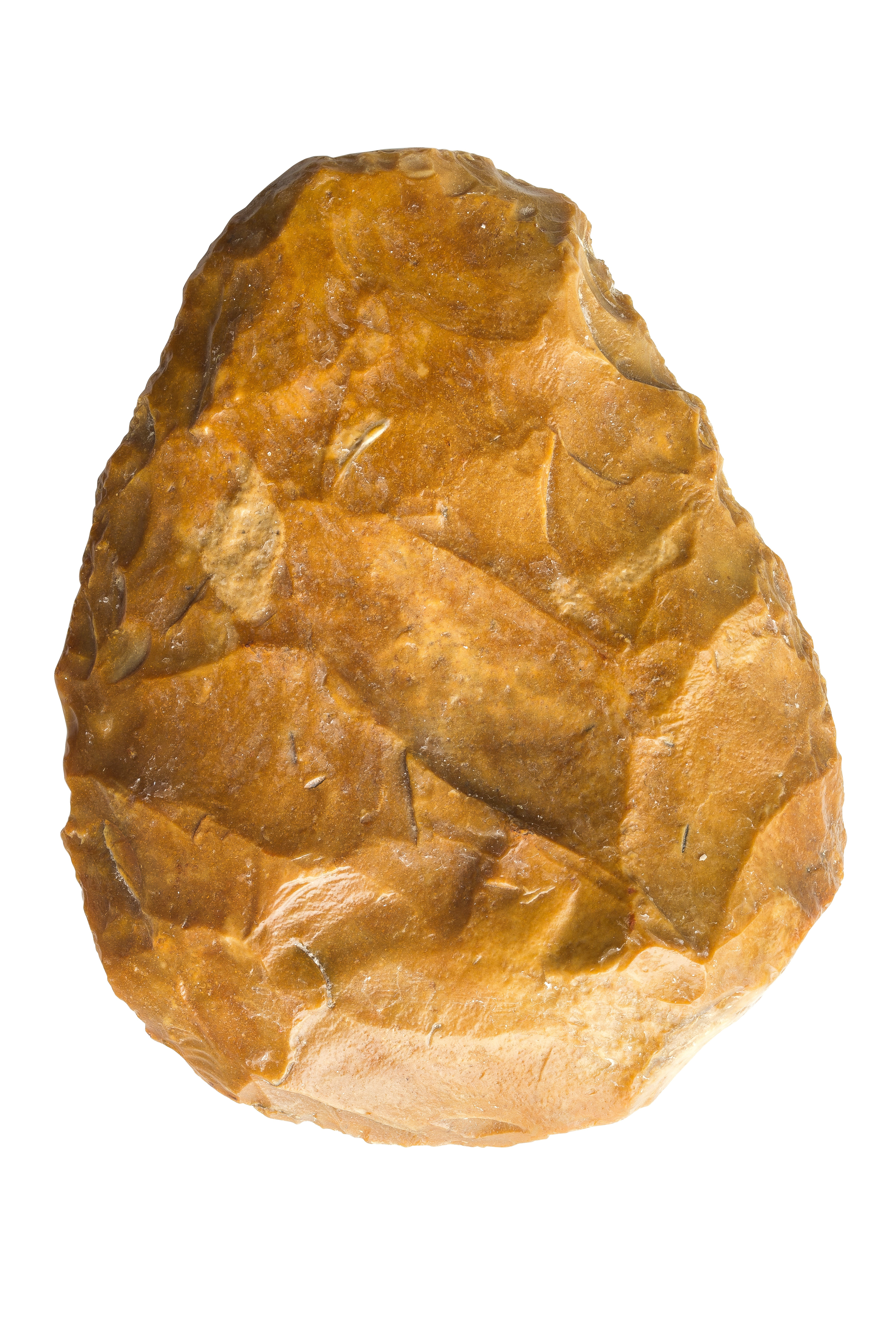
Middenpaleolithische vuurstenen vuistbijl van de neandertalers, gevonden in Meeuwen, Gallo-Romeins Museum (Tongeren)

De vondst van een vuurstenen vuistbijl te Meeuwen In den Damp bewijst dat neandertalers de regio bezocht hebben in het middenpaleolithicum. Het grondgebied van Meeuwen was reeds bewoond in het neolithicum. Ook uit de bronstijd werden voorwerpen aan het licht gebracht, zoals een ringwalheuvel (1970) en een bronstijdgraf.
Het huidige Meeuwen ontstond als een rivierdalnederzetting aan de oostelijke zijde van de Abeekvallei. Naast de dorpskern waren er, in het door de landbouw in gebruik genomen gebied ter weerszijden van de Abeek, diverse buurtschappen, en wel: Berenheide, Koestraat, Broekkant, Luttel Meeuwen, Hensem, Genits, Vliegeneinde en Gestel. Deze zijn tegenwoordig, op Broekkant en Vliegeneinde na, geheel vastgebouwd aan de dorpskern.
Meeuwen behoorde tot het domein van de Graven van Loon.
Een groot deel van het grondgebied, vooral het gedeelte in het zuidwesten van de gemeente, bestond uit uitgestrekte heidevelden, met name de Donderslagse Heide, waar zich de Slag van Sint-Nicolaasdag 1648 afspeelde. Ook tijdens de Oostenrijkse Successieoorlog had het dorp te lijden. Hongaarse huzaren richtten toen grote schade aan, en de bevolking moest, met het vee, vluchten naar de Bernheideschans of naar de omwalde stad Bree.
Tot de eerste fusie in 1971 was Meeuwen een kleine gemeente. In dat jaar werden de toenmalige gemeenten Wijshagen en Ellikom bij Meeuwen gevoegd. Ten slotte fuseerde Meeuwen bij de grote fusie in 1977 met Gruitrode. Op 1 januari 2019 werd Meeuwen deel van de fusiegemeente Oudsbergen die het resultaat is van de fusie van Meeuwen-Gruitrode met Opglabbeek.

## Demografie

### Demografische ontwikkeling voor de fusie
- Bronnen:NIS, Opm:1831 tot en met 1961=volkstellingen

### Demografische ontwikkeling van de fusiegemeente
Alle historische gegevens hebben betrekking op de voormalige gemeente zoals ontstaan na de fusie met Ellikom en Wijshagen op 1 januari 1971.
- Bronnen:NIS, Opm:1831 tot en met 1970=volkstellingen; 1976 = inwoneraantal op 31 december

## Bezienswaardigheden
- De Dorpermolen, een watermolen op de Abeek
- De Berenheidemolen, een watermolen op de Abeek.
- De Sint-Martinuskerk, de parochiekerk van Meeuwen.
- De Sint-Antoniuskapel aan de Genitsstraat, een betreedbare kapel uit eind 18e eeuw met een neoclassicistisch altaar uit begin 19e eeuw.
- De Sint-Brigidakapel aan de Gruitroderbaan, een betreedbare kapel uit 1830, waarin zich een gepolychromeerd houten Sint-Brigidabeeld bevindt uit de tijd van de bouw. Dit was vroeger een bedevaartsoord.
- Het tweede weekend van oktober (behalve als 1 oktober op zondag valt) start 'Meeuwen kermis'. In deze week staan er een 70 tal kermishouders rond het kerkplein en zijn er een tal van festiviteiten in de verschillende cafés. In oktober 2021 haalde 'Meeuwen kermis' het nieuws omwille van een grote Corona-uitbraak.

## Musea
- Heemkundig museum 't Karrewiel bevat oude werktuigen en gebruiksvoorwerpen.
- Tabaksmuseum

## Natuur en landschap
Meeuwen is gelegen op het Kempens Plateau. De hoogte bedraagt 56-82 meter.
Een deel van het grondgebied wordt gevormd door de vallei van de Abeek, met als zijriviertjes de Hommelbeek en de Gielisbeek, welke laatste het grensriviertje met Erpekom vormt.
In het oosten en vooral in het zuiden van het grondgebied lagen uitgestrekte heidevelden, welke in 1844 nog een oppervlakte van 2.150 ha besloegen, ofwel 2/3 deel van het grondgebied. Een deel van dit gebied werd vanaf 1850 bebost, vooral met naaldhout, en tegen het eind van de 19e eeuw bedroeg de bosoppervlakte 568 ha. Begin 20e eeuw werd een groot deel van het heidegebied, de Donderslagse Heide, onderdeel van een uitgestrekt militair oefenterrein. Ondanks dit intensieve gebruik is het toch deels een natuurgebied gebleven. Aansluitend op dit terrein vindt men het Domein Masy.

## Politiek
Meeuwen had een eigen gemeentebestuur en burgemeester tot de fusie van 1977. Jan Verrijssen was van 1946 tot de fusie met Wijshagen en Ellikom in 1971 de laatste burgemeester van Meeuwen als individuele gemeente. Pol Feyen werd in 1971 burgemeester van Meeuwen (inclusief Wijshagen en Ellikom) en werd zo na de fusie met Gruitrode en Neerglabbeek de eerste burgemeester van fusiegemeente Meeuwen-Gruitrode.
| Tijdspanne | Burgemeester         |
| ---------- | -------------------- |
| 1904-1920  | Pieter Jacob Indekeu |
| 1946-1971  | Jan Verrijssen       |
| 1971-1991  | Pol Feyen            |

## Verkeer en vervoer
In 2010 werd een oostelijke omleidingsweg (deel van de N76) geopend die het doorgaand verkeer uit het centrum moet houden.

## Nabijgelegen kernen
Erpekom, Ellikom, Wijshagen, Gruitrode, Zwartberg